# Nicola Sabbattini
Nicola Sabbattini (ou Sabbatini) est un architecte et scénographe italien né à Pesaro en 1574 et mort dans sa ville natale le 25 décembre 1654.

## Biographie

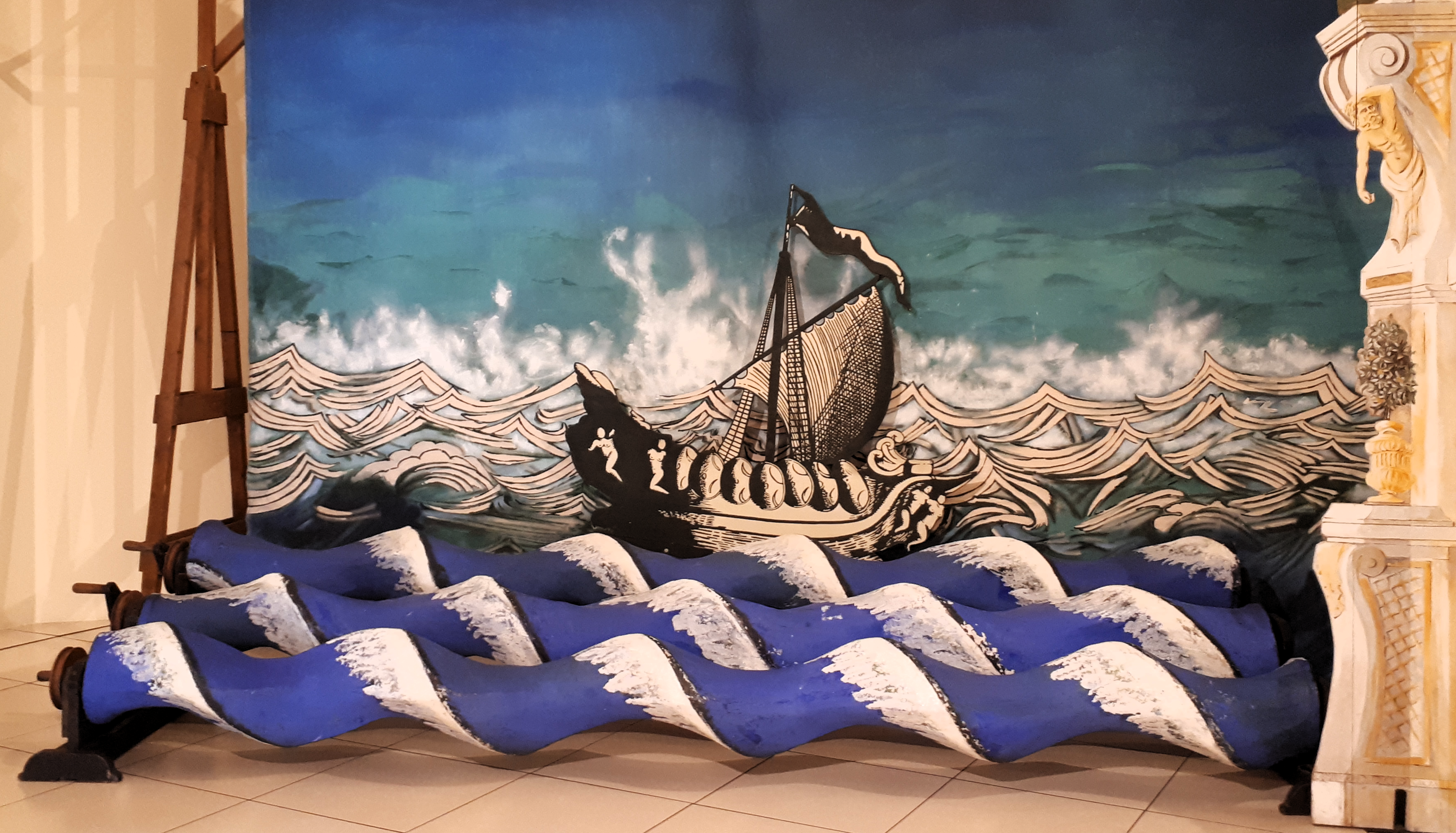
Mer de vagues d'après Nicola Sabbatini

Il est l'auteur d'un des premiers traités de scénographie après Vitruve : Pratica di fabricar scene e macchine ne' teatri, Ravenne, 1638,.
Si son nom est resté relativement obscur, ses travaux ont influencé ses contemporains et ses successeurs, comme Giacomo Torelli ou Carlo Vigarani qui travailla avec Molière.

## Postérité
En juin 2015, un livre datant de 1638, Pratica di Fabricar Scene, e machine ne’teatri, qui avait été volé à Stockholm dans les années 1990 et vendus par la suite à des acheteurs américains par une maison d'enchères allemande, a été restitués à la Suède, après une enquête du FBI à New York,.